# 루도비크 오브라니아크
루도비크 요세프 오브라니아크(폴란드어: Ludovic Joseph Obraniak, 1984년 11월 10일, 롱쥬빌-레-메스 ~ )는 폴란드의 전 축구 선수로, 포지션은 공격형 미드필더이다.

## 클럽 경력
프랑스 태생인 오브라니아크는 프랑스 클럽인 FC 메스의 유소년팀에서 축구를 시작하였다. 꾸준한 플레이로 빠르게 성장한 그는 성인 팀 감독이었던 장 페르난데스의 눈에 띄어 2003-04 시즌에 지롱댕 드 보르도 전에서 프로 데뷔전을 치루었다. 강등권 정도의 스쿼드를 보유했던 메스에서도 그는 군계일학이었고, 2005-06 시즌에 메스가 강등되었을 때도 많은 팀의 관심에도 불구하고 소속팀과 함께 2부리그에서 뛰기도 했다. 2007년 1월 23일 릴 OSC로 이적한 그는 5년 동안 152경기를 뛰면서 19골을 기록하였고, UEFA 챔피언스 리그도 경험하였다. 2012년 겨울 이적 시장에 지롱댕 드 보르도로 이적한 오브라니아크는 이적한 이후 전 소속팀이었던 릴과의 경기에서 2골을 기록하며 팀의 5-4 승리를 이끌기도 하였다.

## 국가대표팀 경력
프랑스 U-21 국가대표팀에서 활약하기도 했던 그는, 할아버지였던 지그문트 오브라니아크가 폴란드 출신임을 인정받고 2009년에 폴란드 국적을 취득하였다. 2009년 7월 23일, 그는 폴란드 국가대표팀 차출되었고, 데뷔전이었던 그리스와의 경기에서 혼자 두 골을 넣으면서 2-0 승리를 이끌었다. 유로 2012에서 프란치세크 스무다 감독에 의해 주전으로 등용되고 있다.